# Orthogeomys
Orthogeomys és un gènere de rosegadors de la família dels geòmids. Conté dues espècies vivents i un parell d'extintes que són originàries majoritàriament de Centreamèrica.

## Interaccions amb altres espècies

### Captura
Hi ha documents que informen de diferents mètodes de capturar i preparar aquests animals com aliment, uns mètodes que són anteriors a la colonització espanyola de Mèxic. A causa del prolongat període durant el qual la captura d'aquests animals ha format part de la comunitat, no ens ha de sorprendre que la pràctica de la captura tingui una importància cultural significativa al sud-est de Mèxic. Malauradament, la naturalesa de les trampes usades en el passat pels maies és actualment un misteri, encara que es poden observar mètodes actuals de capturar aquests animals.

### Control de plagues
Aquests animals poden ser bastant destructius cap a aquests cultius, poden arribar a causar pèrdues de fins a un 50% en els cultius. A causa d'aquestes pèrdues tan significatives, s'han fet molts esforços per intentar controlar les poblacions d'aquestes espècies. A Costa Rica, s'han intentat diversos mètodes de control de plagues, però molts han estat abandonats a la recerca de la solució ideal. S'han introduït mangostes en els seus hàbitats, s'ha enverinat i deixat aliments perquè els trobin aquests animals, i s'han difós productes químics tòxics, amb l'esperança de minvar les seves poblacions. Malauradament, els dos últims mètodes no només són perjudicials per a aquests animals, sinó també per als éssers humans. Atès que no hi ha antídot disponible a Costa Rica per a alguns dels productes químics utilitzats en el control de plagues, el seu ús s'ha de gestionar amb cura.

### Cofilogènesi
Les proves suggereixen que hi ha hagut una estreta relació entre aquestes espècies i els polls (del subordre Amblycera) durant temps significatius. S'ha plantejat que aquesta relació es deu al fet que els dos hàbits d'aquestes criatures els fan molt adequats per a l'evolució paral·lela.
Cavant túnels subterranis, aquests rosegadors creen un entorn més atractiu que el que havia existit anteriorment, i aquest entorn quedaria poblat d'organismes. Aquests organismes s'anirien adaptant gradualment, no només a l'entorn del túnel, sinó també als creadors dels túnels. En el cas dels polls, això vol dir connectar-se i adaptar-se per superar els sistemes de defensa dels hostes, però sense provocar tant de mal com per matar l'hoste. Com que les espècies d'aquest gènere són animals tan solitaris, qualsevol contacte que tinguin amb altres animals és probable que sigui amb altres individus de la mateixa espècie. D'aquesta manera, un determinat tipus inicial de poll es podia passar gairebé exclusivament a una espècie durant generacions, produint una nova espècie de poll, específica d'una espècie d'aquest gènere.

## Taxonomia
Recentment s'han reorganitzat les espècies d'aquest gènere i la majoria s'han traspassat al gènere Heterogeomys, el qual ha estat recuperat després que durant un temps fos considerat un subgènere d'Orthogemoys. Les espècies actualment reconegudes són les següents:
- O. grandis
- O. hispidus
- O. onerosus †
- O. propinetis †

## Estat de conservació
Les espècies del gènere Orthogeomys, com molts altres rosegadors, són considerades plagues. La història dels intents humans per controlar les seves poblacions es remunta als temps dels maies. Malgrat alguns esforços contraris, les poblacions de les espècies del gènere Orthogeomys semblen tendir a créixer. En aquest sentit, totes les espècies d'aquest gènere es consideren en risc mínim.